# Nationaal park Saltfjellet-Svartisen
Nationaal park Saltfjellet-Svartisen (Noors: Saltfjellet–Svartisen nasjonalpark) is een nationaal park in Nordland in Noorwegen dat werd opgericht in 1989. Het bevindt zich in de gemeenten Beiarn, Meløy, Rana, Rødøy, Saltdal en Bodø. De Europese weg 6 en de spoorlijn Trondheim - Bodø volgen beide de zuidelijke en oostelijke grenzen rond het park.
Met een omvang van 2.102 vierkante kilometer is het een van de grootste nationale parken van Noorwegen. Het is ook een van de meest gevarieerde, omdat het zowel alpine bergformaties met gletsjertongen (van de Svartisen) bevat als zacht glooiende fjell-bergplateaus en beboste valleien. Het nationale park omvat delen van het gebergte Saltfjellet. In het park ligt ook het meer Nordre Bjøllåvatnet. De gletsjer Svartisen is een centraal onderdeel van het park. Er zijn ook vele culturele bezienswaardigheden van de Saami in het park. Op de kalkrijke ondergrond komen veel planten voor, zoals zilverkruid en Rhododendron lapponicum. In het park leeft onder andere veelvraat,lynx en eland.

## Afbeeldingen

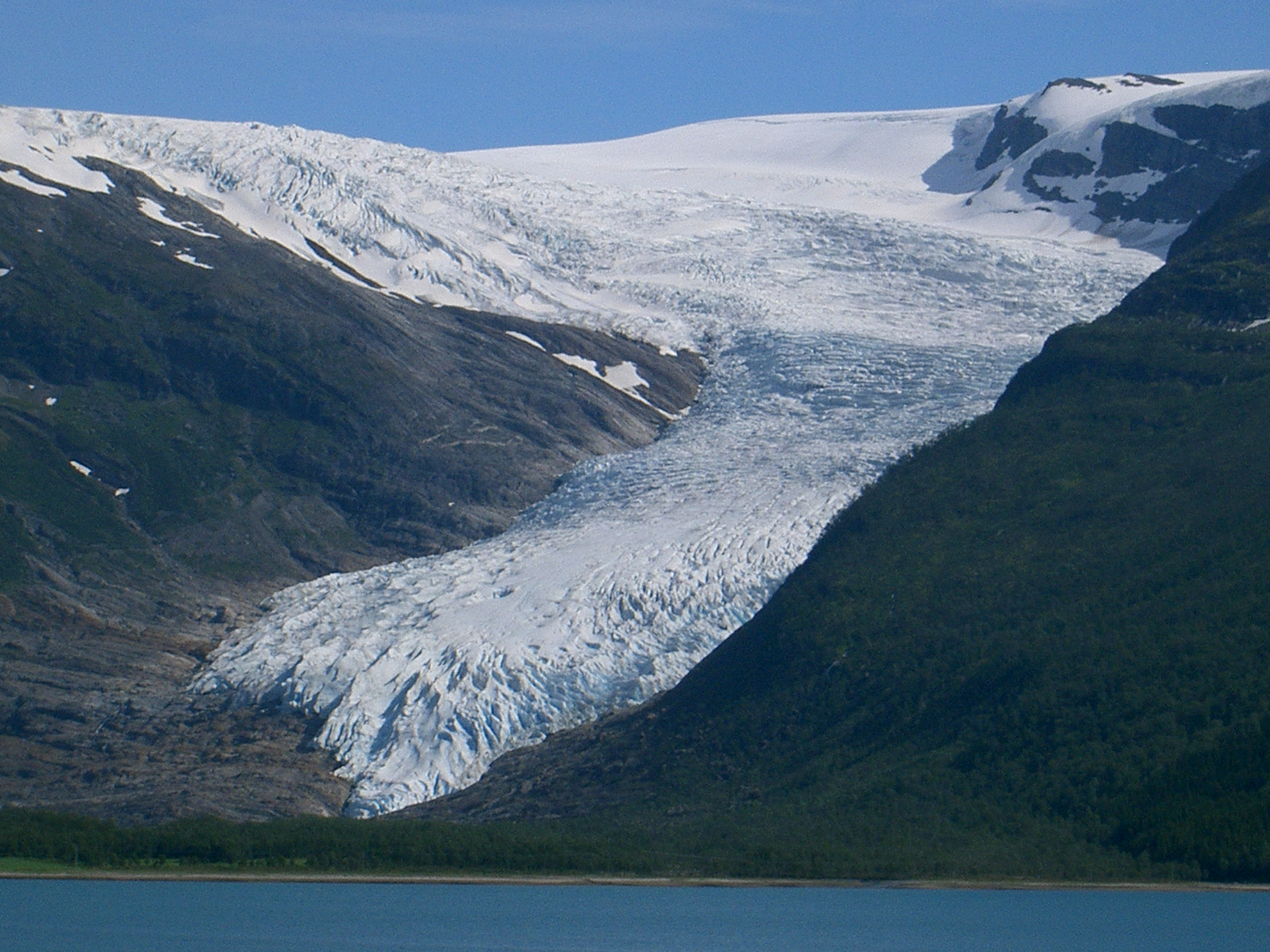
Engabreen, Svartisen-gletsjer
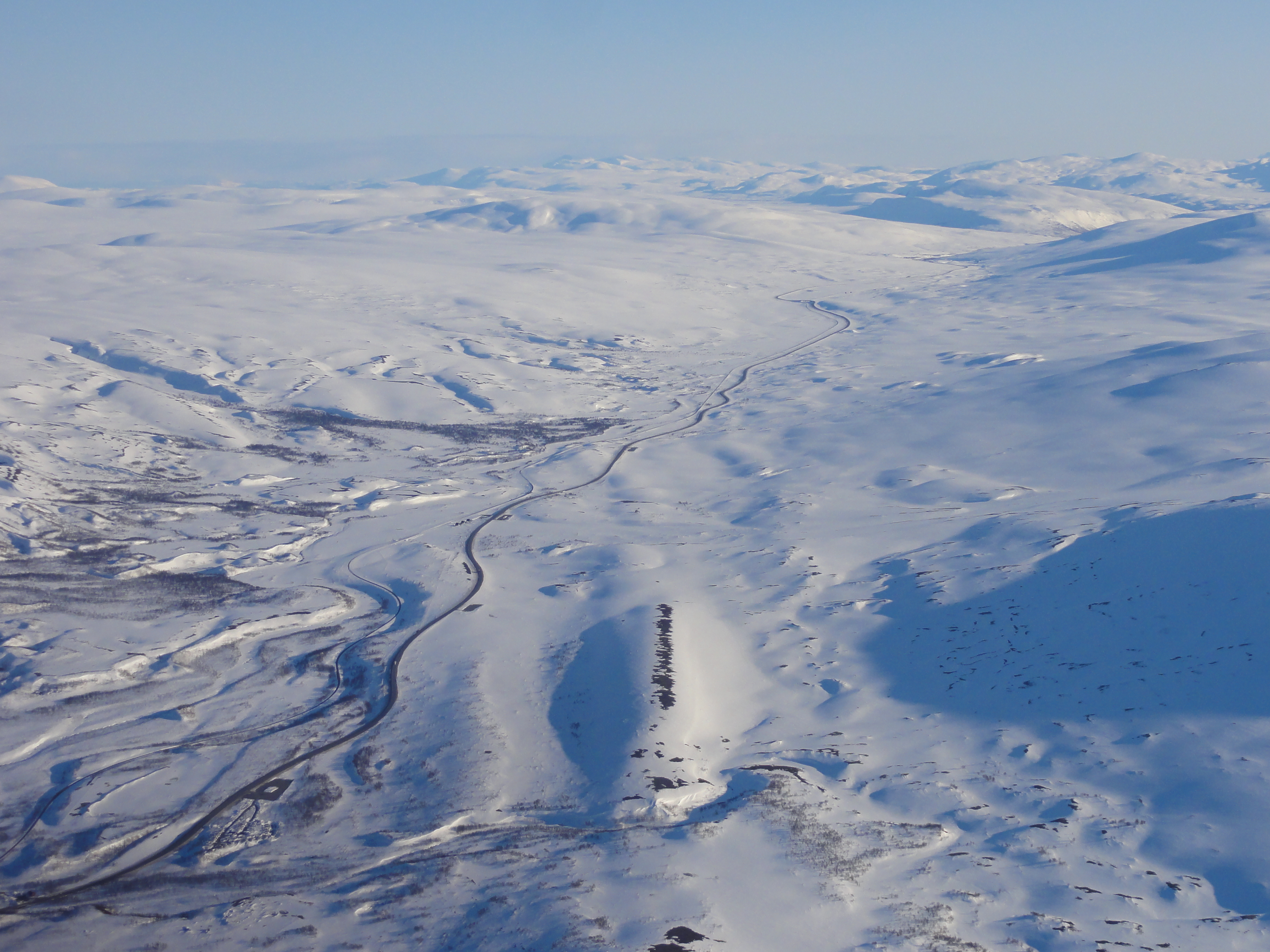
Saltfjellet
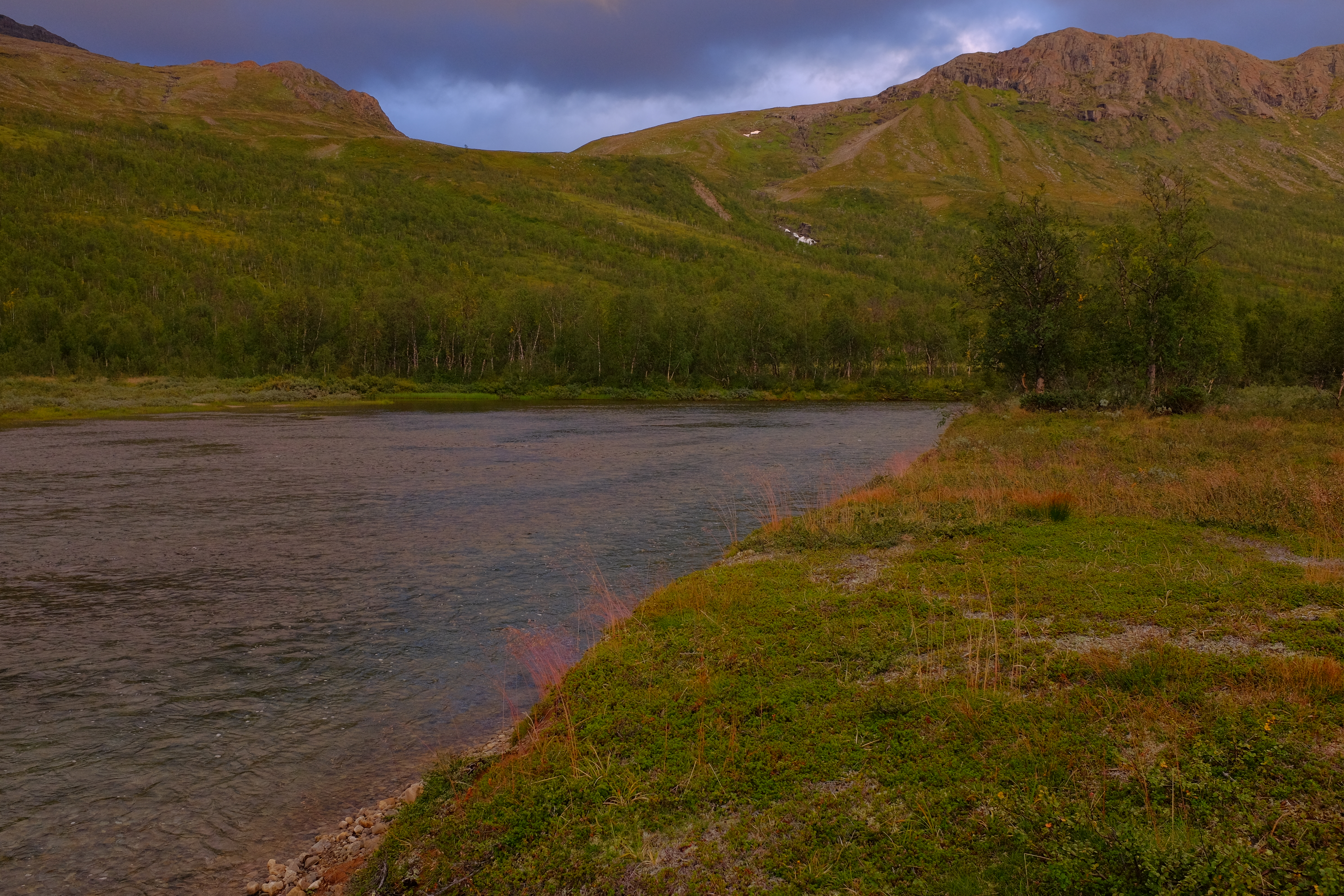
Bjøllåga-rivier, Krukkimyra
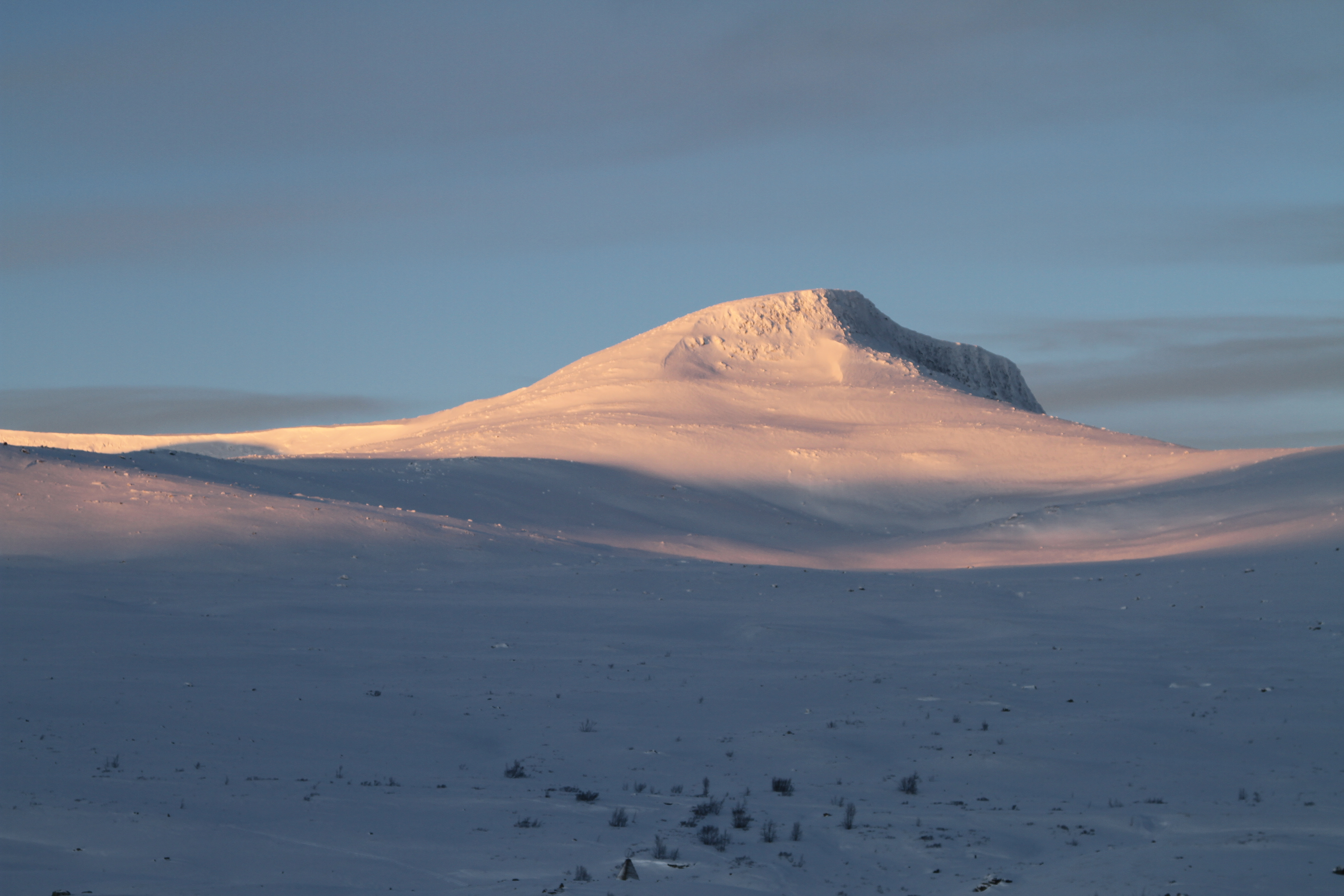
Bolnatinden